# 藤原濱雄
藤原 濱雄（ふじわら の はまお）は、平安時代初期の貴族。藤原北家、参議・藤原真夏の三男。官位は従五位下・民部少輔。
淳和朝の天長3年（826年）従五位下に叙爵する。仁明朝の承和6年（839年）民部少輔に任ぜられるが、翌承和7年（840年）7月28日卒去。

## 官歴
『六国史』による。
- 時期不詳：正六位上
- 天長3年（826年） 9月13日：従五位下
- 承和6年（839年） 正月11日：民部少輔
- 承和7年（840年） 7月28日：卒去[1]

## 系譜
注記のないものは『尊卑分脈』による。
- 父：藤原真夏
- 母：三國氏
- 妻：息長氏
  - 長男：藤原家宗（817-877）
  - 三男：藤原飽永
- 妻：藤原叡子（藤原乙叡の娘）
  - 五男：藤原門宗
- 生母不詳
  - 次男：藤原貞則 - 丹波守従五位下
  - 四男：藤原益友
  - 女子：橘数雄室[2]